# Galinthias occidentalis
Galinthias occidentalis es una especie de mantis de la familia Hymenopodidae.

## Distribución geográfica
Se encuentra en Costa de Marfil, Ghana, Guinea,  Camerún y Sierra Leona.